# 長鬚擬鈎鯰
長鬚擬鈎鯰（學名：Pseudancistrus barbatus），為輻鰭魚綱鯰形目甲鯰科的其中一種，為熱帶淡水魚，分布於南美洲Oyapock、Mana 、Maroni 、蘇利南河、Corantijn與埃塞奎博河流域，體長可達20公分，棲息在底層水域，生活習性不明。